# Philosophy Slam
Der Philosophy Slam ist ein öffentlicher Wettstreit um den besten philosophischen Gedanken.
Das Konzept des Philosophy Slams wurde von Gerhard Hofweber 2008 entwickelt. Im Mittelpunkt steht die Idee,  philosophisches Denken auf die Bühne zu bringen. Denken als Ereignis sollte für ein Publikum erlebbar gemacht werden. Auf diese Weise kann die Faszination von philosophischem Denken, wenn es authentisch und substantiell um Wahrheit ringt, vermittelt werden. Der Philosophy Slam schafft für die Philosophie einen außerakademischen Platz in der Öffentlichkeit. Wichtig war es von Anfang an, die Philosophie zwar von akademischen Zwängen, nicht aber von ihrer Substanz zu befreien. Der Philosophy Slam gibt so allen, die ernsthaft und leidenschaftlich denken und den Mut haben, für ihre Überzeugung öffentlich zu stehen, eine Bühne.

## Kriterien für die Teilnahme
Um die Qualität der vorgetragenen Texte zu gewährleisten und damit das Niveau der Veranstaltung zu sichern, muss der Text des Vortrags oder ein Abstract davon vor der Veranstaltung beim Veranstalter eingereicht werden. Ein Thema ist nicht vorgegeben. Die Auswahl der Beiträge erfolgt durch die Juroren. Maßgebendes Kriterium ist nicht eine akademische Vorbildung, sondern ein erkennbares „Ringen um einen Gedanken“.

## Die Veranstaltung
Angelehnt an den Poetry Slam stehen die einzelnen Teilnehmer im Wettbewerb, einer der Unterhaltungsfaktoren der Veranstaltung. Jeder Vortrag darf maximal 10 Minuten dauern und wird im Anschluss von einer dreiköpfigen Fachjury bewertet.
Nach dem letzten Vortrag bestimmen zunächst die Jurymitglieder, per Akklamation dann die Zuhörer den Beitrag, den für sie den besten halten. Die Abstimmung kann auch mit Stimmzetteln erfolgen. In der Regel gibt es zwei Gewinner des Philosophy Slam; es kann aber auch ein Beitrag mit dem Jury- und dem Publikumspreis ausgezeichnet werden.

## Die Jury
Die Jury besteht aus drei promovierten oder habilitierten Universitätsdozenten einer philosophisch-sozialwissenschaftlichen Fachrichtung, idealerweise aus zwei Philosophen und einem Mitglied eines verwandten Fachs.

## Die Siegerprämie
Sowohl der Publikums- als auch der Jurygewinner erhalten jeweils einen Schierlingsbecher ohne Inhalt. Damit wird auf die Gestalt des Sokrates angespielt, der als Verkörperung des idealtypischen Philosophen gilt.

## Historie
Der erste Philosophy Slam wurde von Gerhard Hofweber zusammen mit einer Gruppe von Studenten im Juli 2008 in Augsburg umgesetzt. Bis zum Frühjahr 2012 fanden in Augsburg zwei Philosophy Slams im Jahr mit bis zu 300 Zuschauern statt. Die Veranstaltung wurde von verschiedenen Organen der Universität Augsburg unterstützt und vom Büro für Popkultur des Kulturamts der Stadt Augsburg offiziell gefördert. Zweimal war der Philosophy Slam Teil des Brecht Festivals.
Seit März 2014 veranstaltet Dr. Hofweber zusammen mit Pia Zachmann unter dem Titel „Weiße Zwerge“ Philosophy Slams in der originalen Version in verschiedenen Städten im deutschsprachigen Raum.

## Der Philosophy Slam in Deutschland, Österreich und der Schweiz
Die Idee des Philosophy Slams wurde von verschiedenen anderen Veranstaltern – auch in Österreich und der Schweiz – aufgegriffen. Meist handelte es sich dabei um Studierende diverser Universitäten. Dabei wurde das Konzept teilweise modifiziert und den eigenen Vorstellungen angepasst. U. a. fanden Philosophy Slams in den folgenden Städten statt Kassel, Tübingen, München, Halle, Frankfurt am Main, Bonn und Berlin, sowie Wien, Graz, Salzburg und Innsbruck. Auch in Zürich fand bereits ein Philosophy Slam statt.

## Der Kids Philosophy Slam in den USA
Der Kids Philosophy Slam ist ein nationaler Wettbewerb in den USA, der schon seit einigen Jahren  besteht. Seine Intention ist es, Kinder zu inspirieren, sich mit lebensnahen Fragen auseinanderzusetzen und ihrem kreativen Potential in einem philosophischen Forum Raum zu geben. Die Teilnahme erfolgt durch das Einsenden eines Essays, eines Bildes, eines Gedichtes oder einer musikalischen Komposition, in dem sie ihren persönlichen Erfahrungen in Bezug auf die von der Kommission vorgegebene philosophische Frage Ausdruck geben.
Der Kids Philosophy Slam richtet sich an Kinder unterschiedlicher Klassenstufen. Je nach Altersstufe sind die Teilnahmebedingungen unterschiedlich: Je älter die Teilnehmer, desto größer die Anforderung an das einzureichende Werk. Eine Kommission aus Philosophen, Pädagogen und Eltern beurteilen das Werk anhand folgender Kriterien: Stärke der philosophischen Argumentation, Originalität und Kreativität, Klarheit, Grundlage des Aufsatzes in der persönlichen Erfahrung, Rechtschreibung und Grammatik.
Der Gewinner erhält den Titel „Most Philosophical Student in America“.
Der deutsche Philosophy Slam hat vom amerikanischen Konzept nur den Namen und den Charakter des Wettbewerbs übernommen.